# ASV Landau
L’ASV Landau est un club sportif allemand, localisé, à Landau en Rhénanie-Palatinat.
L’association mère regroupe plus de 20 sections sportives différentes.

## Repères historiques
- 1912 – fondation du FUSSBALL VEREIN 1912 LANDAU.
- 1919 – fondation du VEREIN für RASENSPIEL (VfR) 1919 LANDAU.
- 1933 – fusion du FUSSBALL VEREIN 1912 LANDAU avec le VEREIN für RASENSPIEL (VfR) 1919 LANDAU et le POST SPORT VEREIN LANDAU pour former B für LEIBENSÜBUNGEN LANDAU.
- 1945 – dissolution de tous les clubs et associations par les Alliés.
- 1946 – fondation de l’ALLGEMEINE SPORTVEREINE (ADV) LANDAU 1946, par le regroupant de nombreux anciens clubs.
- 2010 – la section football prend le nom de FUSSBALL-CLUB im ALLEGEMEINE SPORTVEREIN LANDAU.

## Histoire
Ce club fut fondé le 26 avril 1946, à la suite de la dissolution de tous les clubs et associations allemands par les Alliés, en 1945 (voir Directive n°23).
Le club regroupa les anciens membres de nombreux cercles sportifs locaux, toutes disciplines confondues.
Le prédécesseur de la section football fut le BfL Landau créé en 1913 par la fusion du VfR 1919 Landau, du FV 1912 Landau et du Post SV Landau.
Peu après sa formation, l’ASV Landau accéda à la 2. Oberliga Südwest, puis en vue de la saison 1949-1950, le club monta en Oberliga Südwest, une ligue qui à cette époque équivalait à une Division 1. Landau y joua deux saisons puis fut relégué. Le cercle y remonta en 1953 pour un seul exercice.
Le club resta ensuite au niveau 2 jusqu'en 1960 puis recula d'un rang. À la fin de la saison 1962-1963, la DFB instaura la Bundesliga (Division 1) et remplaça les Oberliga Südwest par la Regionalliga Südwest au niveau 2.
Ayant remporté le championnat du 3e niveau, l’ASV Landau fut repris pour intégrer la nouvelle Division 2, mais il n’y brilla pas. Avant-dernier, il redescendit au niveau 3. 
En vue de la saison 1969-1970, l’ASV Landau gagna le droit de remonter en Regionalliga Südwest. Commença alors la période la plus glorieuse du club. En 1970, le cercle reçut le soutien de la firme Gummi Mayer et prit le nom officieux de Gummi Mayer Landau im ASV. Ce partenariat s’arrêta en 1979. L’équipe se maintint cinq saisons au 2e niveau. Son meilleur résultat y fut la 6e place décrochée en 1973. 
En 1974, lors de l’instauration de la 2. Bundesliga, le club ne fut pas classé en ordre utile pour la rejoindre. Comme la Südwestdeutschen Fußballverbands (SWFV), la fédération régionale du Sud-Ouest, n’établit pas de 3e niveau unifié avant 1978, l’ASV Landau retourna en Verbandsliga.
L’ASV Landau recula alors dans la hiérarchie du football allemand. À partir du 4 mars 2010, la section football du club prit officiellement le nom de Fußball-Club im ASV Landau.

## Palmarès
- Champion de la 2. Oberliga Südwest: 1953.